# 山城国
山城国（やましろのくに）は、日本の地方行政区分である令制国の一つ。畿内に属する。

## 「山城」の名称と由来

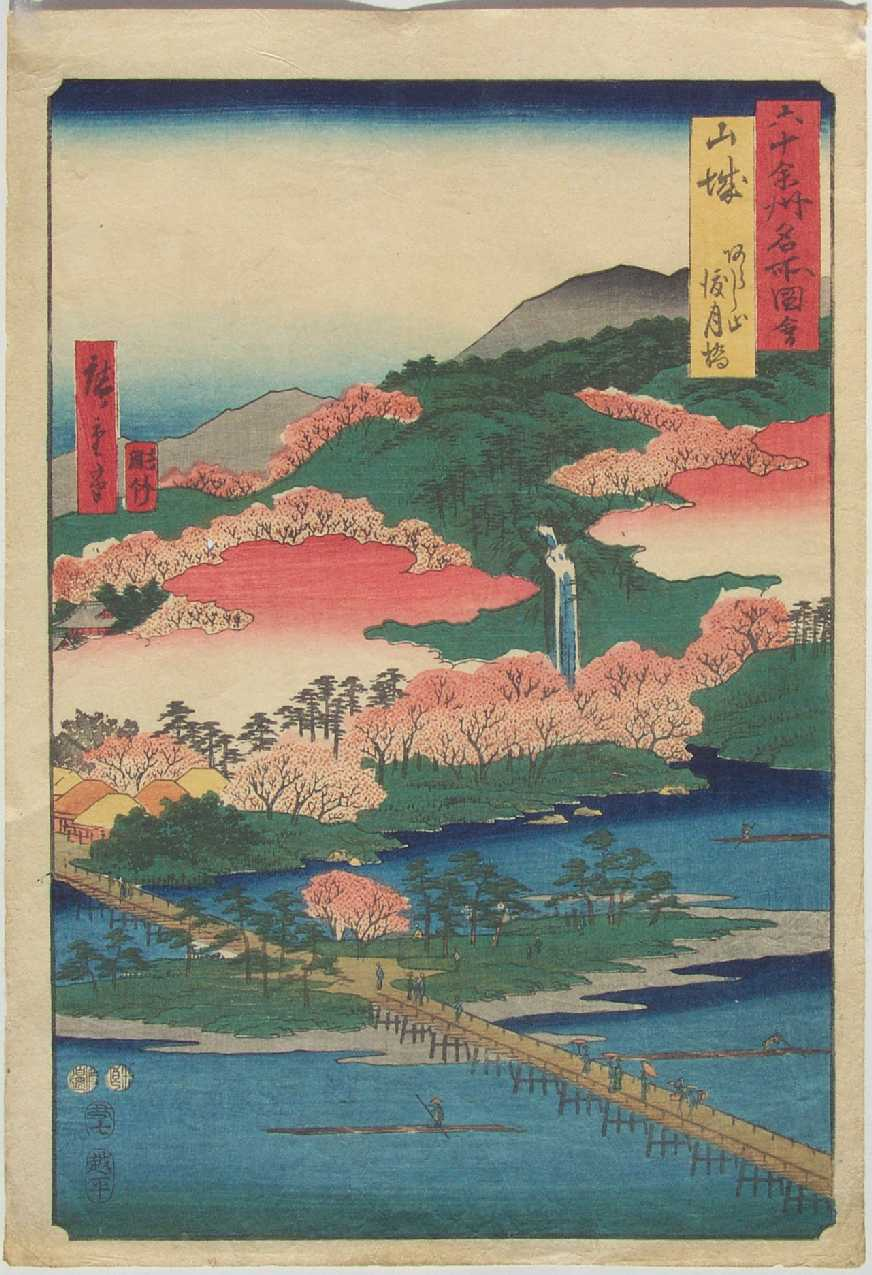
六十余州名所図会「山城嵐山渡月橋」

「やましろ」は、古くは「山背」「山代」と記され、7世紀に「山背国」という表記で国が建てられた。
この名称は、平城京から見て「奈良山のうしろ」にあたる地域であることから来ていると云われている。
延暦13年11月8日（794年12月4日）の平安京命名の際に、桓武天皇が、山河が襟帯して自然に城をなす形勝から「山城国」に改称した。これが「城（ジョウ、き）」という字を「しろ」と読む原因となった（詳細は日本の城を参照）。
平城京時代の木簡を見る限り「山代国」・「山背国」の表記は並存していたと見られている。

## 領域
明治維新直前の領域は、現在の京都府の下記の区域に相当する。
- 京都市の大部分（右京区京北各町・左京区広河原各町を除く）
- 向日市
- 長岡京市
- 乙訓郡大山崎町
- 宇治市
- 久世郡久御山町
- 八幡市
- 城陽市
- 綴喜郡宇治田原町・井手町
- 京田辺市
- 木津川市
- 相楽郡精華町・和束町・笠置町・南山城村

## 歴史

### 近世以降の沿革
- 「旧高旧領取調帳」に記載されている明治初年時点での国内の支配は以下の通り（495村・221,054石余、８郡平均 61.9村 27631.5石 9.5領）。太字は当該郡内に藩庁が所在。国名のあるものは飛地領。幕府領は京都代官が管轄。下記のほか、個人の領地や寺社領も点在した。
  - 愛宕郡（93村・26,258石余） - 皇室領、宮家領、門跡領、公家領、女官領、地下役人領、幕府領、京都守護職役知、旗本領、社家領
  - 葛野郡（82村・35,656石余） - 皇室領、宮家領、門跡領、公家領、女官領、雑色領、地下役人領、幕府領、京都守護職役知、旗本領、社家領
  - 乙訓郡（52村・25,792石余） - 皇室領、宮家領、門跡領、公家領、女官領、地下役人領、北面衆領、幕府領、京都守護職役知、旗本領
  - 紀伊郡（33村・27,632石余） - 皇室領、宮家領、門跡領、公家領、女官領、地下役人領、北面衆領、幕府領、京都守護職役知、旗本領、淀藩
  - 宇治郡（43村・15,153石余） - 皇室領、門跡領、公家領、女官領、幕府領、旗本領
  - 久世郡（39村・28,420石余） - 皇室領、門跡領、公家領、幕府領、京都守護職役知、旗本領、淀藩、大和小泉藩
  - 綴喜郡（59村・24,804石余） - 皇室領、門跡領、公家領、女官領、幕府領、旗本領、淀藩
  - 相楽郡（94村・37,337石余） - 皇室領、門跡領、公家領、女官領、幕府領、京都守護職役知、旗本領、淀藩、武蔵岩槻藩、伊勢津藩、伊勢久居藩、大和柳生藩、大和小泉藩
- 慶応4年
  - 2月19日（1868年3月12日） - 藩領を除く各領地が京都裁判所の管轄となる。
  - 閏4月25日（1868年6月15日） - 京都裁判所の管轄地域が京都府の管轄となる。
- 明治3年5月20日（1870年6月18日） - 岩槻藩の管轄地域が京都府の管轄となる。
- 明治4年
  - 7月14日（1871年8月29日） - 廃藩置県により、藩領が淀県および岩槻県、津県、久居県、小泉県、柳生県の飛地となる。
  - 11月22日（1872年1月2日） - 第1次府県統合により、全域が京都府の管轄となる。

## 国内の施設

### 宮
山城国内に設けられた天皇の宮殿（宮・京）は、次の通り。
- 筒城宮 （京都府京田辺市(八幡市)） - 第26代継体天皇
- 弟国宮 （京都府長岡京市） - 第26代継体天皇
- 恭仁京 （京都府木津川市） - 第45代聖武天皇
- 長岡京 （京都府向日市・長岡京市・京都市） - 第50代桓武天皇
- 平安京 （京都府京都市） - 第50代桓武天皇から第122代明治天皇

### 国府
国府所在地を記した文献は次の通り。
- 『和名抄』（平安時代中期成立）では、「河陽離宮」[3]
- 『拾芥抄』（鎌倉時代中期から南北朝時代成立）では、「乙訓郡」[4]
- 『節用集』（室町時代中期成立）では、「乙訓郡」[5]

国府は数度変遷したと見られており、現在では次のように推定されている。
- 1. 相楽郡
8世紀前半まで。京都府木津川市山城町上狛（かみこま）と推定。当地には山城国分寺も所在。
- 2. 葛野郡
8世紀前半から延暦16年（797年）まで。京都府京都市右京区太秦と推定。
- 3. 乙訓郡
延暦16年（797年）から貞観3年（861年）まで。京都府長岡京市神足または久貝（南栗ヶ塚遺跡）と推定。長岡京南。
- 4. 乙訓郡
貞観3年（861年）以後[6]。京都府乙訓郡大山崎町大山崎の河陽離宮（離宮八幡宮）と推定。

これらの度重なる移転は、遷都の影響とみられる。

### 国分寺・国分尼寺

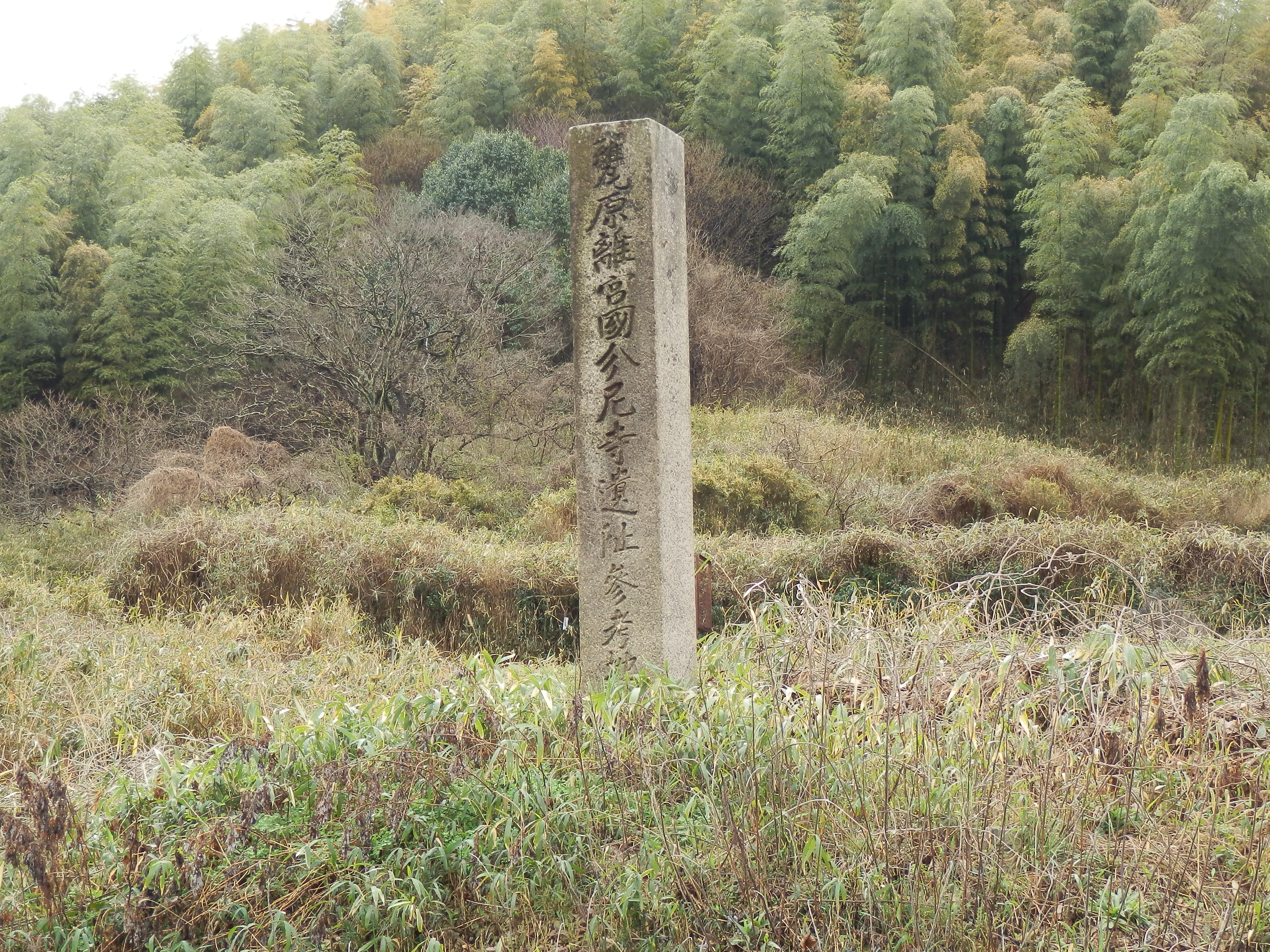
山城国分尼寺推定地に建つ碑

- 山城国分寺跡（京都府木津川市加茂町例幣・河原ほか、北緯34度45分56.21秒 東経135度51分46.25秒 / 北緯34.7656139度 東経135.8628472度）
国の史跡「恭仁宮跡（山城国分寺跡）」。国分寺は、僧寺と尼寺ともに相楽郡にあった。国分寺金堂は恭仁宮大極殿を転用したもので、天平18年（746年）9月に国分僧寺に施入された。元慶6年（882年）に焼失し、昌泰年間に再建されたと伝えるが、寺勢は次第に衰退し、鎌倉時代には宇治平等院の末寺、室町時代には奈良興福寺の末寺となった。場所は現在の木津川市加茂町例幣の恭仁宮跡で、巨大な金堂跡と塔跡が残る。
- 山城国分尼寺跡（京都府木津川市加茂町法花寺野か、北緯34度45分25.1秒 東経135度50分39.6秒 / 北緯34.756972度 東経135.844333度）
国分寺からは木津川を挟み、南西約2kmの法花寺野地区に推定される。1925年（大正14年）の府道敷設工事の際に大量の古瓦を出土したため、1927年（昭和2年）に京都府史蹟勝地調査会が発掘調査を実施し、瓦積みの土壁遺構を検出した。これは当時、建物基壇の一部と判断されたが、瓦窯のロストルと見る説もある。なお、国分寺が恭仁宮から転用されたのと同様、国分尼寺も甕原離宮から転用された可能性が指摘されている。

### 神社
延喜式内社
『延喜式神名帳』には、大社53座37社（うち名神大社23座16社）・小社69座59社の計122座96社が記載されている（山城国の式内社一覧参照）。
また、他に宮中の36座（大30座・小6座）、京中の大3座が記載されている（宮中・京中の式内社一覧参照）。
総社・一宮
- 総社：不詳
- 一宮：賀茂神社（賀茂上下社）[8] - 以下2社の総称。
  - 賀茂別雷神社（上賀茂神社、京都府京都市北区）
  - 賀茂御祖神社（下鴨神社、京都府京都市左京区）

山城国の一宮指定には地方諸国と異なって神祇官が関わっているとされている。11世紀末から諸国でそれぞれに一宮が成立していく中で、畿内ではそれに対応して12世紀になってから決められたと考えられる。
二宮以下は存在しない。

### 守護所
守護所は、当初、山城国守護を京都守護が兼任していたため、京都守護の御家人の館が当てられた。その後、六波羅探題が兼務するようになり、守護所も六波羅となった。室町時代に山城国を宇治川を境に上三郡と下五郡に分割して、それぞれに守護代を任ずるようになってからは、上三郡の守護所が宇治槙島に置かれ、下五郡の守護所が淀など数ヶ所に置かれた。

### 安国寺利生塔
- 安国寺 - 京都府京都市中京区四条大宮に所在した
- 利生塔 - 法観寺 （京都府京都市東山区八坂河原東八坂上町）

## 地域

### 郡
- 乙訓郡
- 葛野郡
- 愛宕郡
- 紀伊郡
- 宇治郡
- 久世郡
- 綴喜郡
- 相楽郡

※ 郡名は『延喜式』による。

### 江戸時代の藩
| 藩名       | 居城     | 藩主 |
| ---------- | -------- | --- |
| 淀藩       | 淀城     | 松平（久松）家（3万5千石、1623年 ～ 1633年） 永井家（10万石 → 7万3600石、1633年 ～ 1669年） 石川家（6万石、1669年 ～ 1711年） 松平（戸田）家（6万石、1711年 ～ 1717年） 松平（大給）家（6万石、1717年 ～ 1723年） 稲葉家（10万2千石、1723年 ～ 1871年） |
| 山城長岡藩 | 長岡陣屋 | 永井家（1万2千石、1633年 ～ 1649年） 永井家は高槻藩に転封・山城長岡藩は廃藩 |
| 伏見藩     | 伏見城   | 松平（久松）家（5万石、1607年 ～ 1616年） 内藤（信成系）家（5万石、1617年 ～ 1619年） 内藤家は大坂城代に移動（1626年に陸奥棚倉藩に転封）・伏見藩は廃藩                                                                                                  |
| 御牧藩     |          | 津田家（1万3千石、1600年 ～ 1607年） 藩主素行不良により改易・廃藩 |

## 人物

### 国司

#### 山城守
- 坂合部三田麻呂
- 高向色夫智
- 大伴犬養
- 小野好古
- 紀今守
- 藤原敦信
- 藤原種継
- 藤原親通
- 藤原継彦
- 藤原長岡
- 藤原棟世
- 藤原保昌
- 藤原宣孝
- 源勤
  - 源直（権守）：貞観5年正月13日（863年2月4日） - ?
- 源等

### 守護

#### 鎌倉幕府
- ～1221年 - 京都守護兼任
- 1221年～1333年 - 六波羅探題兼任

#### 室町幕府
- 1353年～1384年 - 侍所兼任
- 1385年～1386年 - 山名氏清
- 1389年 - 赤松義則
- 1389年～1390年 - 山名氏清
- 1390年～1391年 - 赤松義則
- 1391年 - 山名氏清
- 1392年～1394年 - 畠山基国
- 1394年～1399年 - 結城満藤
- 1399年 - 京極高詮
- 1399年～1402年 - 結城満藤
- 1402年～1403年 - 畠山基国
- 1404年～1416年 - 高師英
- 1418年～1421年 - 一色義貫
- 1421年～1423年 - 京極高数
- 1424年～1428年 - 京極持光
- 1428年～1433年 - 畠山満家
- 1433年～1434年 - 畠山持国
- 1434年～1436年 - 一色義貫
- 1436年～1439年 - 赤松満祐
- 1440年～1441年 - 山名持豊
- 1441年～1447年 - 京極持清
- 1447年～1449年 - 一色教親
- 1450年～1455年 - 畠山持国
- 1455年～1460年 - 畠山義就
- 1460年～1463年 - 畠山政長
- 1464年～1468年 - 山名是豊
- 1474年～1478年 - 山名政豊
- 1478年～1481年 - 畠山政長
- 1481年～148?年 - 赤松政則
- 1486年～1487年 - 伊勢貞陸
- 1487年～1490年 - 伊勢貞宗
- 1493年～1507年 - 伊勢貞陸
- 1508年～1518年 - 大内義興
- 1518年～1531年 - 細川高国
- 1532年～1549年 - 細川晴元

### 武家官位の山城守

#### 江戸時代以前
- 安東定季：室町時代の武将で蝦夷地の豪族、松前守護大館館主
- 安東恒季：室町時代の武将で蝦夷地の豪族、松前守護大館館主。定季の子
- 小畠虎盛：戦国時代の武将。武田信虎、武田信玄の2代に仕える。武田の五名臣の一人
- 斎藤道三：戦国時代の武将、美濃国の戦国大名。斎藤氏初代当主
- 龍造寺隆信：戦国時代の武将、肥前国の戦国大名
- 三好康長：戦国時代の武将・大名、河内半国守護
- 上条政繁：戦国時代から安土桃山時代の武将。上条上杉家当主、上杉謙信・景勝の家臣
- 佐竹義久：戦国時代から安土桃山時代の武将・大名
- 松永久秀：戦国時代から安土桃山時代の武将・大和国の戦国大名
- 木下頼継：安土桃山時代の武将・大名。大谷吉継の次男
- 山中長俊：安土桃山時代の武将・大名
- 直江兼続：安土桃山時代から江戸時代前期にかけての武将。上杉景勝の家老
- 本多政重：安土桃山時代から江戸時代前期にかけての武将。父は本多正信、養父は直江兼続

#### 江戸時代
- 日向高鍋藩秋月家
  - 秋月種政：第4代藩主
  - 秋月種弘：第5代藩主
  - 秋月種徳：第8代藩主
- 下野烏山藩大久保家
  - 大久保常春：初代藩主・老中
  - 大久保忠胤：第2代藩主
  - 大久保忠卿：第3代藩主
  - 大久保忠喜：第4代藩主
- 下野大田原藩大田原家
  - 大田原高清：第3代藩主
  - 大田原庸清：第9代藩主
  - 大田原光清：第10代藩主
- 江戸時代忠知系小笠原家
  - 小笠原長矩：忠知系2代。三河吉田藩第2代藩主
  - 小笠原長煕：忠知系5代。武蔵岩槻藩第2代藩主、遠江掛川藩初代藩主
  - 小笠原長庸：忠知系6代。掛川藩第2代藩主
- 高長系織田家
  - 織田信休：高長系4代。大和宇陀松山藩第5代藩主、丹波柏原藩初代藩主
  - 織田信旧：高長系6代。柏原藩第3代藩主
  - 織田信守：高長系8代。柏原藩第5代藩主
  - 織田信民：高長系12代。柏原藩第9代藩主
- 美濃今尾藩竹腰家
  - 竹腰正信：初代当主。初代尾張藩主・徳川義直の異父兄
  - 竹腰正映：第4代当主
  - 竹腰正武：第5代当主
  - 竹腰勝起：第6代当主
- 三河刈谷藩土井家
  - 土井利意：土井家2代。三河西尾藩第2代藩主
  - 土井利徳：土井家5代。三河刈谷藩第2代藩主
  - 土井利謙：土井家7代。刈谷藩第4代藩主
  - 土井利祐：土井家10代。刈谷藩第7代藩主
- 上野沼田藩土岐家
  - 土岐定政：沼田藩土岐家の祖。戦国時代から安土桃山時代にかけての武将・大名。
  - 土岐定義：沼田藩土岐家初代。安土桃山時代から江戸時代前期の武将、大名。下総守谷藩主、摂津高槻藩初代藩主
  - 土岐頼行：沼田藩土岐家2代。高槻藩第2代藩主、守谷藩主、出羽上山藩初代藩主
  - 土岐頼布：沼田藩土岐家10代。上野沼田藩第7代藩主
  - 土岐頼潤：沼田藩土岐家11代。沼田藩第8代藩主
  - 土岐頼功：沼田藩土岐家12代。沼田藩第9代藩主
- 三河挙母藩内藤家
  - 内藤政森：挙母藩内藤家3代。陸奥泉藩第3代藩、上野安中藩初代藩主
  - 内藤学文：挙母藩内藤家6代。三河挙母藩第2代藩主
  - 内藤政峻：挙母藩内藤家7代。挙母藩第3代藩主
  - 内藤政成：挙母藩内藤家8代。挙母藩第4代藩主。井伊直弼の実兄
  - 内藤政文：挙母藩内藤家10代。挙母藩第6代藩主
- 藤井松平家嫡流
  - 松平忠国：第4代当主。丹波篠山藩主、播磨明石藩主
  - 松平信通：第7代当主。大和興留藩主、備中庭瀬藩主、出羽上山藩初代藩主
  - 松平信将：第9代当主。上山藩第3代藩主
  - 松平信亨：第10代当主。上山藩第4代藩主
  - 松平信古：第11代当主。上山藩第5代藩主
  - 松平信愛：第12代当主。上山藩第6代藩主
  - 松平信行：第13代当主。上山藩第7代藩主
  - 松平信宝：第14代当主。上山藩第8代藩主
  - 松平信庸：第15代当主。上山藩第9代藩主
- その他
  - 阿部重次：武蔵岩槻藩第2代藩主・老中
  - 阿部正興：上総佐貫藩第2代藩主
  - 阿部正暠：佐貫藩第6代藩主
  - 井上正森：下総高岡藩第5代藩主
  - 奥平昌敦：豊前中津藩第2代藩主
  - 酒井重澄：下総生実藩主
  - 酒井忠休：出羽庄内藩第3代藩主
  - 田沼意知：田沼意次の長男で江戸幕府の若年寄
  - 戸田忠真：下総佐倉藩主、越後高田藩主、下野宇都宮藩主・老中。宇都宮藩戸田家4代
  - 戸田忠温：宇都宮藩第4代藩主（再封）・老中。宇都宮藩戸田家10代。
  - 永井尚佐：美濃加納藩第4代藩主
  - 永井尚典：加納藩第5代藩主
  - 中川久清：豊後岡藩第3代藩主
  - 中川久慶：岡藩第7代藩主
  - 南部重直：陸奥盛岡藩第2代藩主
  - 西尾忠移：遠江横須賀藩第4代藩主
  - 土方雄隆：陸奥窪田藩第3代藩主
  - 一柳直治：伊予小松藩第2代藩主
  - 一柳頼寿：小松藩第5代藩主
  - 堀尾忠晴：出雲松江藩第3代藩主
  - 本庄道揚：美濃高富藩第6代藩主
  - 本多忠利：陸奥石川藩主、三河挙母藩初代藩主
  - 本多忠次：挙母藩第2代藩主
  - 松平定喬：伊予松山藩6代藩主
  - 松平重治：上総佐貫藩第2代藩主
  - 水野忠順：上総鶴牧藩第3代藩主
  - 皆川広照：下野皆川藩主、信濃飯山藩主、常陸府中藩初代藩主
  - 皆川隆庸：府中藩第2代藩主
  - 森忠興：播磨赤穂藩第6代藩主

## 山城国の合戦
- 1180年：以仁王の挙兵、平家軍（平知盛・平重衡） x 反平家軍（以仁王・源頼政）
- 1184年：宇治川の戦い、源頼朝軍（源範頼・源義経） x 木曾義仲軍
- 1201年：建仁の乱、鎌倉幕府軍 x 城長茂
- 1221年：承久の乱、鎌倉幕府軍（総大将北条泰時） x 後鳥羽上皇軍（藤原秀康、三浦胤義、山田重忠等）
- 1352年：八幡の戦い、北朝方（足利義詮、佐々木道誉等） x 南朝方（後村上天皇、北畠親房、楠木正儀等）
- 1467年 - 1477年：応仁の乱、細川勝元等 x 山名宗全等
- 1504年：第一次淀古城の戦い、細川政元軍（薬師寺長忠・香西元長） x 薬師寺元一軍
- 1532年：山科本願寺の戦い、細川晴元軍 x 山科本願寺軍
- 1561年：将軍地蔵山の戦い、六角義賢・畠山高政軍 x 三好長慶軍（三好義興・松永久秀）
- 1568年：勝竜寺城の戦い、織田信長軍（柴田勝家、蜂屋頼隆、森可成、坂井政尚） x 三好三人衆（岩成友通）
- 1573年：槇島城の戦い、織田信長軍 x 足利義昭軍
- 1573年：第二次淀古城の戦い、織田信長軍（木下秀吉、細川藤孝） x 足利義昭軍（岩成友通）
- 1582年：本能寺の変、明智光秀 x 織田信長
- 1582年：山崎の戦い、羽柴秀吉 x 明智光秀
- 1600年：伏見城の戦い、西軍（宇喜多秀家、小早川秀秋他） x 東軍（鳥居元忠、佐野綱正）
- 1864年：禁門の変、幕府方（薩摩藩、会津藩、大垣藩、桑名藩、新選組） x 長州藩
- 1868年：鳥羽・伏見の戦い、新政府軍（薩摩藩・長州藩） x 旧・幕府軍（幕府陸軍、会津藩、桑名藩、新選組）